# Slaget vid Åsle
Slaget vid Åsle (även känt som Slaget på Falan eller Slaget vid Falköping) var det avgörande fältslaget under avsättningskriget mot Albrekt av Mecklenburg. Slaget utkämpades mellan Albrekt av Mecklenburgs och Margareta Valdemarsdotters trupper den 24 februari 1389 utanför Falköping i Västergötland. Den 5 juli 1896 restes en minnessten över slaget vid Åsle kyrka.

## Bakgrund
Den 22 mars 1388 blev Margareta utsedd till regent i Sverige. Kung Albrekt fick dock stöd från borgarna i Stockholm och begav sig vid sensommaren till Tyskland för att värva trupper. Under året inledde Margaretas svenska trupper en belägring av borgen Axevalla mellan Skara och Skövde som hölls av en tysk besättning. Margaretas huvudstyrka avtågade så småningom och kvar lämnades en mindre belägringsstyrka under Nils Svarte Skåning för att svälta ut fästets försvarare.
Kung Albrekt återvände till Sverige vid nyårsskiftet 1388–1389. I Tyskland hade kungen värvat krigsvana och beridna trupper, möjligtvis ett tusental man. Landstigningen skedde förmodligen i Kalmar och med sina värvade trupper intog kungen Rumlaborg utanför Jönköping. Väl framme vid Axevalla fick kungen veta att en dansk styrka bestående av 1 500 man under ledning av mecklenburgaren Henrik Parow marscherat uppför Nissastigen.

## Slaget
Den 24 februari 1389 möttes styrkorna mellan Mösseberg och ett träsk, vid Åsle kyrkby ungefär en mil öster om Falköping. Någon mer detaljerad beskrivning av förloppet under slaget finns inte. Drottning Margaretas styrkor stod som vinnare trots att deras befälhavare Henrik Parow stupade i slaget. Av tradition brukar kung Albrekts förlust påstås bero på att de tyska ryttarnas hästar sjönk ned och fastnade i den sanka marken. Det hävdas också att Margaretas trupper anfördes av Erik Kettilsson Puke istället för Henrik Parow. Enligt medeltidshistorikern Lars-Olof Larsson är dessa påståenden påhitt.
Den lybske krönikören Detmar beskriver slaget:
| ”                      | Kungen var så ivrig efter kamp och hade så bråttom, att inte alla av hans folk hann att göra sig färdiga. Då det kom till strid, vann han den första drabbningen och rev upp två häravdelningar under två baner. Men hans framgångar varade inte länge. Kungen förlorade fältslaget med alla de herrar och riddare, som var med i striden med undantag av dem som flydde. Särskilt flydde en som hette Gert Snakenburg, vars första riddaredag det var. Han tog 60 riddare med sig som alla flydde och det var den viktigaste anledningen till att slaget blev förlorat. | „ |
| – Linton 1997, s. 106f | |   |

Enligt Rimkrönikan dödades 20 tyska och åtta svenska eller danska riddare, svenner ej medräknade. Kung Albrekt, hans son Erik av Mecklenburg, biskopen av Skara Rudolf av Mecklenburg och flera riddare blev krigsfångar. 

## Efterspel
När Margareta fick nyheter om slaget befann hon sig i Varberg och beordrade att krigsfångarna skulle föras till Bohus fästning, dit hon själv begav sig. Biskopen av Skara släpptes, andra krigsfångar fick betala för att släppas fria. Kung Albrekt och hans son fängslades fram till 1395 när de släpptes efter att ha undertecknat Lindholmstraktaten.

### Fotnoter
1. 1 2  Larsson (1997)
2. 1 2  Hagen (1953), s. 71
3. ↑  Larsson (1997), s. 39–40
4. ↑  Larsson (1997), s. 42